# Peine de mort au Wisconsin
La dernière exécution par pendaison eut lieu au Wisconsin le 21 août 1851 à Kenosha. Deux ans plus tard, le Wisconsin fut le second État américain à abolir la peine capitale.
Le 7 novembre 2006, les électeurs du Wisconsin approuvèrent lors d'un référendum une motion demandant au législateur de l'État de rétablir la peine de mort pour les crimes de sang prouvés par ADN. Ce référendum est indicatif, ce qui signifie que le gouvernement de l'État n'est pas obligé de suivre l'avis des électeurs.